# گروه صنعتی صفا
گروه صنعتی صفا یک شرکت خصوصی ایرانی است، که در سال ۱۳۵۲ تأسیس شده و عمده فعالیت آن تولید لوله، پروفیل و نورد است.

## اتهام‌های فساد مالی مالک گروه صفا
محمد رستمی صفا از کارآفرینان مهم کشور محسوب می‌شد اما در میان دههٔ ۱۳۸۰ ورق برگشت و او به یکی از بدنام‌ترین مفسدان اقتصادی تبدیل شد. محمود احمدی‌نژاد، رئیس‌جمهوری وقت، دی ماه ۱۳۸۴ در صحن علنی مجلس هفتم وعده داد که اسامی مفسدان اقتصادی را اعلام خواهد کرد. او ماه‌ها بعد، در بیستمین سفر استانی‌اش به ساوجبلاغ و نظرآباد در استان تهران، سربسته به افرادی اشاره کرد که با وجود بدهی میلیاردی به یک بانک خصوصی قصد دارند با ۲۹۰ میلیارد تومان، ۲۹ درصد از سهام همان بانک را بخرند و برای همین کار هم مبلغی نزدیک به ۶۰ میلیارد تومان از یک بانک دیگر قرض کرده‌اند. چند روز بعد از این سخنان، یک خبرگزاری دولتی، محمد رستمی صفا و سعید العقیلی را رسماً به فساد اقتصادی متهم کرد. نام محمد رستمی صفا و مهم‌ترین کارخانه او؛ لوله و نورد صفا در چند سال اخیر، با اعتراض‌ها و اعتصاب‌های کارگری متعددی گره خورده‌است. براساس گزارش رسانه‌ها، از میانهٔ دههٔ ۱۳۸۰ تاکنون، کارگران این کارخانه بارها به اخراج، تعطیلی‌های موقت، پرداخت نشدن حق بیمه و دستمزدهای معوقه اعتراض کرده‌اند.
معامله خرید بانک پارسیان در مهرماه سال ۱۳۸۵ به دلیل «دیر رسیدن ضمانتنامه» لغو شد. اما یک خبرگزاری دولتی در گزارشی، مسئولان وقت بانک پارسیان را متهم کرد که با اطلاع از بدهی‌های کلان رستمی‌صفا همچنان مبلغ ۲۹۳ میلیارد تومان وام را در اختیار او گذاشتند. این موضوع در نهایت به برکناری عبدالله طالبی از مدیریت بانک پارسیان منجر شد.
از دیگر بدهی‌های بانکی رستمی‌صفا دریافت ۲۷۰ میلیون دلار تسهیلات از بانک ملی در سال ۱۳۸۸ «بدون ارایهٔ وثیقه» شمرده می‌شود. در همین رابطه، یک خبرگزاری اسفند ۱۳۹۳ در گزارشی با اشاره به این رقم بدهی نوشت که این تسهیلات با دلار ۱۰۰۰ تومان دریافت شده و با توجه به جهش قیمت دلار، میزان این بدهی چندبرابر شده‌است. در این گزارش به نقل از مقامات بانک به این نکته اشاره شد که میزان وثیقه اخذشده از رستمی‌صفا در اسناد بانک ملی «صفر ریال» قید شده‌است.
همزمان، یک خبرگزاری دولتی از بازداشت وام گیرنده «۶۵۰۰میلیارد تومانی» با دستور مرجع قضایی خبر داد و نوشت که این فرد عمده منابع مالی مربوط به وام‌های اخذ شده را به یکی از کشورهای حاشیه خلیج فارس منتقل کرده و کارخانه‌های متعددی نیز در ایران و این کشور دارد.
دو سال بعد، عباس جعفری‌دولت‌آبادی، دادستان تهران به خبرگزاری میزان گفت که تاکنون حدود سه هزار میلیارد تومان از معوقات رستمی‌صفا از طریق انتقال اموال به بانک‌ها مسترد شده‌است.

### ارتباط با معاون اول قوه‌قضائیه
در ۴ مهر ۱۴۰۲ خبرگزاری‌های متعدد از بازداشت فرزند محمد مصدق کهنموئی، معاون اول قوه‌قضائیه و رئیس دیوان عدالت اداری خبر دادند که در پرونده محمد رستمی صفا از او حمایت کامل کرده‌است. این پرونده در بخشی از پرونده محمد رستمی صفا مطرح می‌شود، ابربدهکاران بزرگ بانکی‌ای که هیچ بانکی هم از او شکایت نکرده بود.

## شرکت‌های وابسته
این گروه صنعتی در سال ۱۳۵۲ توسط محمد رستمی صفا پایه‌گذاری شده و هم‌اکنون نزدیک به ۵٬۵۰۰ نفر پرسنل دارد و در کنار شرکت فولاد مبارکه اصفهان که بزرگ‌ترین شرکت فولاد ایران است، این شرکت بزرگ‌ترین شرکت خصوصی لوله و پروفیل است.
بزرگ‌ترین و قدیمی‌ترین مجتمع‌های تولیدی این گروه در استان مرکزی بنام شرکت لوله و پروفیل ساوه و شرکت نورد و لوله صفا تأسیس شده که در جوار یکدیگر می‌باشند. ظرفیت تولید این کارخانجات ۳ میلیون تن در سال و فرصت اشتغال ۲۰۰۰ نفر بوده که تولید انواع مقاطع فولادی از قطر ۱۰ میلیمتر تا ۳۰۰۰ میلیمتر را با استفاده از مدرنترین خطوط تولید، با کیفیت مطلوب و مطابق استانداردهای بین‌المللی به بازارهای داخل و خارج کشور عرضه می‌دارند.
- شرکت نورد و پروفیل ساوه
- شرکت نورد و لوله صفا
- گروه صنعتی آمل
- کارخانجات نورد و لوله کارون
- فولاد امیرکبیر آشتیان
- شرکت نورد و لوله صفا طوس
- شرکت نورد و گالوانیزه سروش
- شرکت صنعت پلیمر اهواز
- شرکت تجهیزات نفت مارین
- شرکت کشت و صنعت صفا
- شرکت صنعتی تولیدی حامیران
- شرکت صنعتی قلم خودکار صفا
- سیم و کابل اهواز
- شرکت سازه‌های صنعتی و ماشین آلات صفا
- شرکت صنعتی استاد
- شرکت سرمایه‌گذاری صفا
- مرکز آموزش علمی کاربردی گروه صنعتی صفا